# Get Low (chanson de Liam Payne)
Singles par Zedd
Stay
(2017) The Middle
(2018)
Singles par Liam Payne
Strip That Down
(2017) Bedroom Floor
(2017)
Get Low est une chanson du chanteur anglais Liam Payne en duo avec le DJ russe Zedd, sortie le 6 juillet 2017 sous le label Interscope Records et apparaît sur l'album LP1. 

## Composition
Get Low est une chanson aux influences Tropical house et pop mélangée à des paroles chargées sexuellement,. 

## Réception
Sadie Bell du magazine américain Billboard écrit « la chanson vous emmène en voyage au paradis, inspiré par sa basse house et sa production fantastique ». Jon Blistein du magazine Rolling Stone décrit la chanson comme étant « vive et sensuelle ».

## Certification
| Pays        | Certification | Ventes  |
| ----------- | ------------- | ------- |
| Canada      | Platine       | 80 000  |
| États-Unis  | Or            | 500 000 |
| Mexique     | Or            | 30 000  |
| Royaume-Uni | Argent        | 200 000 |